# Gerardo Espinoza
Gerardo „Loco” Espinoza Ahumada (ur. 3 października 1981 w Los Mochis) – meksykański piłkarz występujący na pozycji środkowego pomocnika, trener piłkarski.

## Kariera klubowa
Espinoza jest wychowankiem akademii juniorskiej zespołu Club Atlas z siedzibą w Guadalajarze. Do pierwszej drużyny został włączony jako dwudziestolatek przez szkoleniowca Enrique Mezę i w meksykańskiej Primera División zadebiutował 24 sierpnia 2002 w przegranym 0:2 spotkaniu z Morelią. Już po kilku miesiącach został podstawowym zawodnikiem ekipy, premierowego gola w najwyższej klasie rozgrywkowej zdobywając 6 września 2003 w przegranej 2:3 konfrontacji z Monterrey. Ogółem barwy Atlasu reprezentował przez dwa lata bez większych sukcesów, po czym odszedł do absolutnego beniaminka pierwszej ligi – klubu Dorados de Sinaloa z miasta Culiacán. Tam występował z kolei przez sześć miesięcy, również nie odnosząc poważniejszych osiągnięć. W styczniu 2005 został zawodnikiem zespołu Santos Laguna z siedzibą w Torreón, gdzie grał przez dwa i pół roku, niemal cały czas jako kluczowy gracz środka pola; dopiero w ostatnim półroczu został relegowany do roli głębokiego rezerwowego na rzecz nowego nabytku drużyny – Juana Pablo Rodrígueza.
Latem 2007 Espinoza został wypożyczony do klubu Pumas UNAM ze stołecznego miasta Meksyk. W jesiennym sezonie Apertura 2007 zdobył z nim tytuł wicemistrza Meksyku, jednak pełnił wyłącznie funkcję rezerwowego. Po upływie roku udał się na wypożyczenie po raz kolejny, tym razem do ekipy Atlante FC z miasta Cancún, gdzie również spędził rok, mając jednak niepodważalne miejsce w wyjściowym składzie. W 2009 roku triumfował ze swoim zespołem w najbardziej prestiżowych rozgrywkach północnoamerykańskiego kontynentu – Lidze Mistrzów CONCACAF. Bezpośrednio po tym sukcesie powrócił do swojego macierzystego Club Atlas, w którego barwach występował bez poważniejszych osiągnięć przez dwa lata, będąc kluczowym zawodnikiem drużyny. W lipcu 2011 został ściągnięty przez José Guadalupe Cruza – swojego byłego trenera z Atlante – do prowadzonej przez niego ekipy Jaguares de Chiapas z siedzibą w Tuxtla Gutiérrez, gdzie również grał przez dwa lata jako podstawowy pomocnik, nie notując większych sukcesów. Zaraz po tym jego klub został rozwiązany.
W lipcu 2013 Espinoza na zasadzie wypożyczenia przeniósł się do klubu Querétaro FC, gdzie pełnił przeważnie rolę podstawowego piłkarza drużyny, a po roku podpisał umowę z zespołem Puebla FC. Tam w sezonie Apertura 2014 dotarł do finału krajowego pucharu – Copa MX, lecz bezpośrednio po tym stracił pewne miejsce w środku pola. W wiosennym sezonie Clausura 2015 właśnie jako rezerwowy zdobył puchar Meksyku, po czym udał się na wypożyczenie do innego klubu z Puebli – drugoligowego Lobos BUAP. Tam spędził rok w roli kluczowego ogniwa drugiej linii, zaś zaraz potem zdecydował się zakończyć profesjonalną karierę w wieku 34 lat.

## Kariera reprezentacyjna
W lipcu 2003 Espinoza został powołany przez selekcjonera Ricardo La Volpe do olimpijskiej reprezentacji Meksyku U-23 na Igrzyska Panamerykańskie w Santo Domingo. Tam pełnił głównie rolę rezerwowego; rozegrał wszystkie pięć spotkań (z czego dwa w wyjściowym składzie), natomiast jego kadra odpadła z męskiego turnieju piłkarskiego w półfinale, ulegając Brazylii (0:1) i zdobyła ostatecznie brązowy medal. Sześć miesięcy później wziął udział w północnoamerykańskim turniej kwalifikacyjny do igrzysk olimpijskich. Był wówczas podstawowym zawodnikiem swojej drużyny, rozgrywając cztery z pięciu możliwych spotkań (wszystkie w pierwszej jedenastce) i wraz z drużyną, będącą wówczas gospodarzami rozgrywek, triumfował w turnieju, pokonując w finale po dogrywce Kostarykę (1:0). W sierpniu 2004 znalazł się w ogłoszonym przez La Volpe składzie na Igrzyska Olimpijskie w Atenach, gdzie z kolei ani razu nie pojawił się na boisku, zaś Meksykanie odpadli z rozgrywek już w fazie grupowej.

## Kariera trenerska
Bezpośrednio po zakończeniu kariery Espinoza został asystentem trenera José Guadalupe Cruza – z którym współpracował wcześniej w Atlante i Jaguares – w swoim macierzystym Club Atlas.

## Statystyki kariery
| Atlas         | 2002–2003 | Meksyk | Liga MX    | 16  | 0  | —  | — | —        | —  | — | 16  | 0  |
| Atlas         | 2003–2004 | Meksyk | Liga MX    | 30  | 3  | 2  | 0 | —        | —  | — | 32  | 3  |
| Dorados       | 2004–2005 | Meksyk | Liga MX    | 9   | 2  | —  | — | —        | —  | — | 9   | 2  |
| Santos Laguna | 2004–2005 | Meksyk | Liga MX    | 19  | 3  | 3  | 1 | —        | —  | — | 22  | 4  |
| Santos Laguna | 2005–2006 | Meksyk | Liga MX    | 29  | 4  | —  | — | —        | —  | — | 29  | 4  |
| Santos Laguna | 2006–2007 | Meksyk | Liga MX    | 20  | 0  | —  | — | —        | —  | — | 20  | 0  |
| UNAM          | 2007–2008 | Meksyk | Liga MX    | 13  | 0  | 2  | 0 | —        | —  | — | 15  | 0  |
| Atlante       | 2008–2009 | Meksyk | Liga MX    | 34  | 0  | —  | — | SL + LMC | 12 | 1 | 46  | 1  |
| Atlas         | 2009–2010 | Meksyk | Liga MX    | 28  | 2  | —  | — | SL       | 3  | 0 | 31  | 2  |
| Atlas         | 2010–2011 | Meksyk | Liga MX    | 31  | 5  | —  | — | —        | —  | — | 31  | 5  |
| Chiapas       | 2011–2012 | Meksyk | Liga MX    | 35  | 0  | —  | — | —        | —  | — | 35  | 0  |
| Chiapas       | 2012–2013 | Meksyk | Liga MX    | 29  | 0  | 4  | 0 | —        | —  | — | 33  | 0  |
| Querétaro     | 2013–2014 | Meksyk | Liga MX    | 24  | 0  | 7  | 0 | —        | —  | — | 31  | 0  |
| Puebla        | 2014–2015 | Meksyk | Liga MX    | 18  | 0  | 7  | 0 | —        | —  | — | 25  | 0  |
| BUAP          | 2015–2016 | Meksyk | Ascenso MX | 32  | 1  | —  | — | —        | —  | — | 32  | 1  |
| Ogółem        | Ogółem    | Ogółem | Ogółem     | 367 | 20 | 25 | 1 | SL + LMC | 15 | 1 | 404 | 22 |

- SL – SuperLiga
- LMC – Liga Mistrzów CONCACAF